# Naso fageni
Naso fageni là một loài cá biển thuộc chi Naso trong họ Cá đuôi gai. Loài cá này được mô tả lần đầu tiên vào năm 1954.

## Từ nguyên
Loài cá này được đặt theo tên của thuyền trưởng R. W Fagen, người đến từ Miami, Florida (Hoa Kỳ), được gọi là "bạn đồng hành và hướng dẫn viên trong nhiều cuộc thám hiểm ngư học".

## Phạm vi phân bố và môi trường sống
N. fageni có phạm vi phân bố rải rác ở khu vực Ấn Độ Dương - Thái Bình Dương. Ở Ấn Độ Dương, từ vùng bờ biển phía nam Oman và Yemen, loài cá này được tìm thấy dọc theo vùng bờ biển Đông Phi (giới hạn đến Mozambique), bao gồm Aldabra, Comoros, Seychelles và quần đảo Chagos, về phía đông đến vùng biển ngoài khơi Tây Úc và bãi cạn Rowley. Ở Thái Bình Dương, N. fageni được tìm thấy từ Philippines trải dài xuống các nhóm đảo ở trung tâm Indonesia (giới hạn đến đảo Flores); phía bắc được ghi nhận ở ngoài khơi phía nam Nhật Bản. N. fageni cũng đã được ghi nhận ở ngoài khơi đảo Phú Quý, tỉnh Bình Thuận, Việt Nam.
N. fageni sống gần những rạn san hô và đá ngầm ở độ sâu khoảng 40 m trở lại.

## Mô tả
Chiều dài cơ thể tối đa được ghi nhận ở N. fageni là 80 cm. Cơ thể hình bầu dục thuôn dài, có màu xám đến nâu xám, phần bụng có màu nhạt hơn. Cá trưởng thành có nhiều đốm sẫm màu trên thân. Vây lưng và vây hậu môn có những dải sọc mờ. Đuôi hình cánh nhạn, thùy đuôi trên dài hơn thùy đuôi dưới; thùy đuôi ở cá trưởng thành mảnh và dài.
Không như một số loài Naso khác, N. fageni không có sừng ở trước trán. Những cá thể đạt chiều dài ~50 cm sẽ xuất hiện một chiếc bướu ở mõm, phía trên môi trên; bướu này sẽ rõ hơn ở những cá thể lớn hơn. Có 2 phiến xương nhọn chĩa ra ở mỗi bên cuống đuôi, tạo thành ngạnh rất sắc; ở cá con, có một dải trắng bao xung quanh cuống đuôi, nằm giữa 2 ngạnh này.
Cá con và cá gần trưởng thành có thể khó phân biệt giữa các loài thuộc chi Naso, nhưng cá con của N. fageni dễ nhận ra hơn bởi vì số tia ở vây lưng và vây hậu môn của chúng có ít nhất so với các loài Naso.
Số gai ở vây lưng: 5; Số tia vây ở vây lưng: 24 - 26; Số gai ở vây hậu môn: 2; Số tia vây ở vây hậu môn: 23 - 25; Số tia vây ở vây ngực: 17; Số gai ở vây bụng: 1; Số tia vây ở vây bụng: 3.

## Sinh thái
N. fageni sống đơn độc hoặc hợp thành những nhóm nhỏ, nhưng rất khó để tiếp cận được chúng. Thức ăn của chúng có lẽ là các loài rong tảo như những loài Naso khác.